# Steve Jobs (livre)
Pour l’article homonyme, voir Steve Jobs.
Steve Jobs est la biographie autorisée de Steve Jobs, le cofondateur d'Apple. La biographie a été écrite à la demande de Jobs par Walter Isaacson, qui avait écrit entre autres les biographies de Benjamin Franklin et Albert Einstein. Il est paru le 24 octobre 2011 (19 jours après la mort de Jobs) chez Simon & Schuster, et a été un grand succès d'édition.
Steve Jobs a collaboré à la rédaction du livre, mais n'a pas demandé de contrôle sur le contenu, à part le choix de la couverture,.

## Couverture
La page de couverture du livre est illustrée avec une photographie prise par Albert Watson pour le magazine Fortune en 2006. Le photographe a dit à son sujet : « Si vous regardez cette photo, vous pouvez voir l'intensité. Mon intention était qu'en le regardant, vous savez que ce type était intelligent. J'ai su plus tard que c'était sa photo préférée ».
La police de caractères utilisée pour la couverture est Helvetica,, police de caractère que Steve Jobs, qui y apportait une grande attention, avait choisi pour les systèmes d'exploitation de l'i-Phone,.

## Titre
Le titre provisoire « iSteve: The Book of Jobs » avait été choisi par le département marketing de l'éditeur, mais Isaacson a persuadé l'éditeur d'en choisir un plus simple et plus direct.

## Contenu
Le livre reprend les grandes étapes de la vie et de la carrière de Steve Jobs, depuis son abandon et son adoption, son enfance, son voyage en Inde, et la trajectoire de visionnaire réalisée par la fondation et le développement d'Apple. Parmi les grandes étapes évoquées figurent l'invention et la commercialisation de l'Apple II, le lancement du Macintosh, puis la lutte de pouvoir pour le contrôle de sa société, son départ et la fondation de NeXT, sa participation à Pixar et son retour chez Apple, le redressement de la société et le lancement d'innovations comme l'iPod, iTunes, l'iPhone, l'App Store et l'iPad puis l'iCloud.
Selon le blog Apartment Therapy, la citation la plus appréciée des lecteurs est « Faites comme si vous contrôliez complètement la situation et les gens croiront que c'est le cas ».

## Réception
Le livre a été no 1 des ventes chez Amazon en 2011, et meilleur livre de l'année pour Time Magazine.

## Éditions
Édition américaine originale
- (en) Walter Isaacson, Steve Jobs, New York, Simon & Schuster, 24 octobre 2011, xxi-630-[8], 25 cm (ISBN 978-1-4516-4853-9, LCCN 2011045006)

Édition française en grand format
- Walter Isaacson (trad. de l'anglais par Dominique Defert et Carole Delporte), Steve Jobs [« Steve Jobs »], Paris, éd. JC Lattès, 26 octobre 2011, 667-[16], 23 cm (ISBN 978-2-7096-3832-6, BNF 42539007)

Édition française au format de poche
- Walter Isaacson (trad. de l'anglais par Dominique Defert et Carole Delporte), Steve Jobs [« Steve Jobs »], Paris, Librairie générale française, coll. « Le Livre de poche » (no 32706), 3 octobre 2012, 925-[16], 18 cm (ISBN 978-2-253-16852-2, BNF 43852053)

Livre audio en français
- Walter Isaacson (trad. de l'anglais par Dominique Defert et Carole Delporte), Steve Jobs [« Steve Jobs »], Paris, éd. Audiolib, 18 avril 2012 (ISBN 978-2-35641-442-7, BNF 42642965)Texte intégral ; narrateur : Lemmy Constantine ; support : 2 CD audio MP3 ; durée : 22 h 30 min environ ; référence éditeur : Audiolib 25 0478 5.

## Adaptation au cinéma
La biographie sert, de base, à un film écrit par Aaron Sorkin et réalisé par Danny Boyle. Le film Steve Jobs sortira en 2016.